# Egfryt z Nortumbrii
Egfryt z Nortumbrii, Ecfrithus, Ecgfrið, Egfrid, Ecgfrith (data urodzenia nieznana, zm. 20 maja 685) – władca Deiry w latach 657-670 i król Nortumbrii w latach 670-685.
Egfryt był synem potężnego Oswiu z Nortumbrii i jego trzeciej żony Enfledy. Jego ojciec kiedy tylko mógł to wykorzystywał swe dzieci do wzmocnienia swej pozycji. Podobnie było również z Egfrydem: został wysłany jako zakładnik na dwór mercyjski, stanowiąc gwarancję, że Oswiu uznaje zwierzchność Pendy, co miało zapobiec inwazji Mercji na Nortumbrię. Nic to jednak nie pomogło, gdyż Penda dokonał inwazji w 654 roku, która zakończyła się jego śmiercią w bitwie pod Winwaed.
Egfryt wrócił do swego kraju. Oswiu wynagrodził syna, osadzając go na tronie podkrólestwa Nortumbrii - Deiry, gdzie miał zastąpić swego brata Alfrida, który zawiódł zaufanie ojca. Egfryt nie popełnił tego błędu i spokojnie rządził, pozostając w zależności od ojca i utrzymując Deirę w coraz ściślejszym sojuszu z Bernicją. Kiedy Oswiu zmarł 15 lutego 670 roku, Egfryt zasiadł na wspólnym tronie obu królestw.
W 660 roku pojął za żonę Edeltrudę, córkę Anny, króla Wschodnich Anglów. Małżeństwo to zakończyło się skandalem: Etelreda, namówiona przez biskupa Wilfryda, zdecydowała się zachować czystość i wkrótce po ślubie wstąpiła do zakonu. Egfryt poślubił drugą żonę, Eormenburgę. Nie zapomniał jednak swojej krzywdy i w 678 wygnał biskupa z kraju. Mimo starań, nie udało się Egfrytowi spłodzić potomka. Zaczął więc szykować na swego zastępcę najmłodszego ze swych braci, Elfwine. Ponownie zdecydował się nadać Deirze częściową autonomię i osadził Elfwine na jej tronie.
Początek panowania Egfryda w Nortumbrii nie był łatwy, gdyż po śmierci potężnego Oswiu podlegli mu dotąd Piktowie zdecydowali się podnieść bunt. Kres ich zapędom położył Egfryt w 671 roku, w wielkiej bitwie pod Moncriefe. Zwycięstwo to doprowadziło do utworzenia nowego podkrólestwa, zależnego od Nortumbrii, Lothian i zapewniło królestwu spokój na północnej granicy na kolejne 14 lat. Egfrytowi udało się również podporządkowanie Nortumbrii celtyckiego królestwa Rheged.
Znacznie gorzej układały się stosunki z położoną na południu Mercją. W 674 roku Egfryt zdecydował się na zbrojny najazd, pokonał rządzącego tam wówczas Wulfhere i zajął Królestwo Lindsey. Zaledwie 5 lat później sytuacja się odwróciła - w bitwie nad rzeką Trent Egfryt został pokonany przez Etelreda, który odebrał zagarnięte wcześniej tereny. W bitwie tej zginął również młody Elfwine, co bardzo pokrzyżowało plany Egfryta. Za namową biskupa Teodora zdecydował się jednak nie eskalować konfliktu, przyjął zadośćuczynienie za śmierć brata i ponownie włączył Deirę do Nortumbrii.
W 684 roku Egfryt wysłał swe wojsko pod wodzą ealdormana Beorta na teren Irlandii. Wyprawa nie odniosła oczekiwanych skutków - nie udało się podbić Irlandii. Beort przywiózł jednak swojemu władcy wielu jeńców i liczne łupy.
W 685 Egfryt, wbrew radom Kutberta z Lindisfarne, osobiście poprowadził swą armię przeciw Piktom, którzy coraz częściej najeżdżali na tereny przygraniczne. 20 maja został wciągnięty w pułapkę i pod Dun Nechain został zabity przez piktyjskiego króla Bridei III.
Następcą Egfryta został jego przyrodni brat Aldfrith.